# Iouri Malentchenko
Iouri Ivanovitch Malentchenko (en russe : Юрий Иванович Маленченко), né le 22 décembre 1961 à Svitlovodsk, en RSS d'Ukraine (Union soviétique), est un cosmonaute russe. Entre 1994 et 2016, il a effectué six vols spatiaux, dont cinq de longue durée.

## Vols réalisés
- Soyouz TM-19 / Commandant - du 1er juillet 1994 au 4 novembre 1994 - Expédition Mir EO-16 de la Station spatiale Mir - 125 jours 22 heures 53 minutes
- STS-106 / Spécialiste en Mission - du 8 septembre 2000 au 20 septembre 2000 - 11 jours 19 heures 12 minutes
- Soyouz TMA-2 / Commandant - du 26 avril 2003 au 28 octobre 2003 - Expédition 7 de l'ISS - 184 jours 22 heures 46 minutes
- Soyouz TMA-11 / Commandant - du 10 octobre 2007 au 19 avril 2008 - Expédition 16 de l'ISS - 191 jours 19 heures et 7 minutes
- Soyouz TMA-05M / Commandant - du 15 juillet 2012 au 19 novembre 2012 - Expédition 32/Expédition 33 de l'ISS - 126 jours 23 heures 13 minutes
- Soyouz TMA-19M, 15 décembre 2015 au 18 juin 2016 en compagnie de l'Américain Timothy Kopra et du Britannique Timothy Peake - 185 jours 22 heures 11 minutes

## Divers
Il est devenu la première personne à se marier dans l'espace le 10 août 2003, avec Ekaterina Dmitriev, qui était dans le Texas, alors qu'il était à 240 milles de la Nouvelle-Zélande, à bord de l'ISS.